# Giulio Mongeri
Giulio Mongeri (né le 1er août 1873 à Constantinople dans l'Empire ottoman et mort le 30 novembre 1951 à Venise) est un architecte italien de la première moitié du XXe siècle, qui travailla beaucoup en Turquie, dans sa ville natale.

## Biographie
Giulio Mongeri fut l'un des plus talentueux étudiants de l'Académie de Brera à Milan, où il reçut l'enseignement de Camillo Boito (1836-1914), bien connu pour ses travaux de restauration.
Il a travaillé à Constantinople, sa ville natale, à divers moments entre 1900 et 1930. Il s'est intéressé à l'architecture seldjoukide et islamique.
En 1909, il obtint un poste à l'Académie des Beaux-Arts (Sanayi-i Nefise Alisi Mekteb-i) à Constantinople, sous la direction d'Osman Hamdi Bey (1883-1910). En 1910, avec la nomination d'Halil Edhem Bey comme directeur, Mongeri est renvoyé en Italie. Il ne put revenir à Constantinople qu'après la conclusion de l'armistice de Moudros, signé le 30 octobre 1918, qui imposait des conditions difficiles à l'Empire ottoman, à l'issue de la Première Guerre mondiale.
Giulio Mongeri a continué à travailler jusqu'en 1930 et a construit des bâtiments à Constantinople, Ankara et Bursa.

## Œuvres
- Parmi les bâtiments qui se trouvent à Constantinople / Istanbul, on peut citer :
  - L'église Saint-Antoine (1906-12) (Beyoğlu) ;
  - Le palais de Karakoy (1920) ;
  - Le palais Macka ;
  - L'ambassade d'Italie ;
  - Katircioglu Han, (Eminönü) ;
  - Le pavillon Haseki Nurettin Bey à l'hôpital Haseki (1911-24) ;
  - La clinique Güzelbahçe (Nişantaşi) ;
  - Le socle du mémorial de la place Taksim (1928).

- Au nombre des bâtiments construits à Ankara sont notables :
  - La succursale de la Banque ottomane (1926) ;
  - Le siège d'Inhisarlar (1928) ;
  - Le siège social de la banque Ziraat (1926-29) ;
  - Le siège de la Banque Is (1929).

- à Bursa :
  - L'hôtel Çelik (1930-32).